# Auriac-l'Église
Auriac-l'Église è un comune francese di 207 abitanti situato nel dipartimento del Cantal nella regione dell'Alvernia-Rodano-Alpi.

## Società

### Evoluzione demografica
Abitanti censiti